# Petr Novotný (florbalista)
Petr Novotný (* 20. května 1982) je bývalý český florbalista, trenér a reprezentant. Jako hráč a trenér týmu Florbal MB v letech 1999 až 2023 je trojnásobný mistr Česka.

## Klubová kariéra
Novotný celou svoji kariéru působil v Mladé Boleslavi. S klubem začínal v roce 1999 v páté lize. V roce 2002 jako nejproduktivnější hráč divize 3. ligy pomohl klubu k postupu do tehdejší 2. ligy. O dva roky později v sezóně 2003/2004 již postoupili do nejvyšší soutěže. V té se Novotný hned stal nejproduktivnějším hráčem, kterým byl jako první v historii tři sezóny po sobě. Již v druhé sezóně 2005/2006 získal s Boleslaví první bronz a následovaly další tři v letech 2008, 2010 a 2014.
V roce 2010 se stal kapitánem týmu, kterým byl pak po devět sezón. V roce 2015 dovedl Boleslav poprvé do finále, k čemuž přispěl mimo jiné proměněním vítězných nájezdů v posledních dvou zápasech semifinálové série. První zlato získali v sezóně 2017/2018, poté co Novotný asistoval Milanu Tomašíkovi na rozhodující gól v prodloužení superfinále. Po prohraném finále v následující sezóně ukončil hráčskou kariéru. V té době byl nejlepší nahrávač a třetí nejproduktivnější hráč historických tabulek Superligy (k roku 2025 je v kanadském bodování na osmém místě).
Následně v Boleslavi vystřídal Jana Pazderu na pozici trenéra, ve které tým dovedl k dalším dvěma titulům v sezónách 2020/2021 a 2021/2022. V roce 2023 vybojovali třetí místo na Poháru mistrů. Po skončení dalšího ročníku, ve kterém Boleslav nepostoupila do finále, na trenérském postu skončil a vystřídal ho Fin Joonas Naava. Novotný v klubu dál působí jako šéftrenér a obchodní manažer.

## Reprezentační kariéra
Novotný reprezentoval Česko na dvou mistrovstvích světa v letech 2006 a 2008. Na obou skončili na čtvrtém místě. Celkem za národní tým odehrál 43 zápasů.
| Umístění | Soutěž                             |
| -------- | ---------------------------------- |
| 4.       | Mistrovství světa ve florbale 2006 |
| 4.       | Mistrovství světa ve florbale 2008 |

## Ocenění
V roce 2013 zvítězil v anketě Sportovec Mladoboleslavska. Jako trenér se umístil na první příčce v roce 2022 ve stejné anketě i v anketě Sportovec Středočeského kraje.